# Cyrtogaster reburra
Cyrtogaster reburra är en stekelart som beskrevs av Heydon 1989. Cyrtogaster reburra ingår i släktet Cyrtogaster och familjen puppglanssteklar. Inga underarter finns listade i Catalogue of Life.